# Балата (Трапани)
Балата је насеље у Италији у округу Трапани, региону Сицилија.
Према процени из 2011. у насељу је живело 454 становника. Насеље се налази на надморској висини од 261 м.